# Sokotra

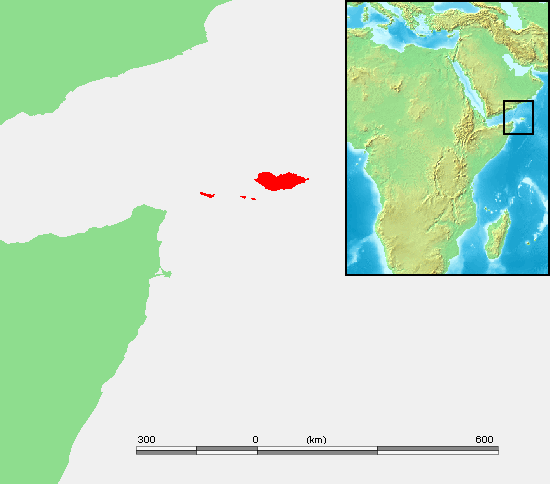
Sokotraarkipelagen

Sokotra (Socotra, Soqotra) är en ögrupp i Indiska oceanen utanför Afrikas horn. Det är även namnet på den största ön i gruppen. I Sokotraarkipelagen ingår ön Sokotra och de tre mindre öarna Abd al-Kuri, Samha och Darsa samt ett par små korallrev. Den är en del av Jemen. Ön Sokotra ligger cirka 350 km söder om Jemens fastland och 240 km utanför Kap Gardafai i Somalia. Den är cirka 130 km lång och 37 km bred. Sokotra har cirka 50 000 invånare. Huvudort är Hadibu med knappt 9 000 invånare.

## Etymologi
Namnet Sokotra brukar härledas från Dvipa Sukhadhara, sanskrit för ”Lycksalighetens ö”. Andra, mindre troliga, ursprung har också föreslagits:
- Öriket Iskuduru, som på 400-talet f.Kr. besegrades av den persiske kungen Darius har förknippats med Sokotra.
- Enligt legenden anlade Alexander den store en koloni på ön för att odla aloe. Det var hans lärare Aristoteles som hade föreslagit det, och befolkningen kom från Aristoteles hemstad Stagirus.
- Under antiken kallades ön Dioscorida. Detta har förknippats med Dioscuri, tvillingarna Castor och Pollux i grekisk och romersk mytologi.
- En teori kopplar namnet till arabiska Suk al-Katra, handelsplats för drakblod.

## Historia

### Tidiga uppgifter
Man har inte funnit några arkeologiska fynd från förhistorisk tid på Sokotra, men det är klart att ön var känd i Egypten, Europa och Indien redan under antiken även om de tidiga uppgifterna är osäkra. Genetiska data antyder att det är minst 6 000 år sedan som bedu-befolkningen anlände till ön. På ön växte under antiken aloe och drakblodsträd, liksom träd som gav rökelse och myrra. En egyptisk berättelse från 1700-talet f.Kr. säger att ”rökelselandets” kung bodde på ön Pa’-anch, vilket har tolkats som Sokotra. Egyptierna handlade med landet Punt som tros ha legat på Afrikas horn och kan då ha passerat Sokotra.
Enligt Periplus Maris Erythraei, en grekisk skrift från första århundradet f.Kr., tillhörde Sokotra ett kungarike på arabiska halvön, Hadramawt. På ön fanns sköldpaddor och där producerades kåda från drakblodsträdet. Både sköldpaddsskal och drakblodskåda var viktiga handelsvaror. Sokotra befolkades av människor från fastlandet, men där fanns också greker och indier. Geografen Diodorus Siculus, också första århundradet f.Kr., nämner staden Panara vilket var ett tidigare namn för Hadibu.
Redan för 2 000 år sedan besökte indiska sjöfarare Sokotra och det fanns tidigt indiska bosättare på ön. Man har i grottor funnit målningar och inskrifter på olika indiska språk gjorda på 100-300-talen e.Kr. Ghee, en sorts skirat smör, har länge tillverkats på Sokotra och är idag en exportvara. Ghee anses ha införts av tidiga indiska bosättare. Även förekomsten av indisk sibetkatt (Viverricula indica) på Sokotra vittnar om arvet från Indien.
Det har funnits starka band mellan Sokotra och Mahra-området på arabiska halvön åtminstone sedan första århundradet e.Kr. Arabiska sjöfarare bedrev tidigt handel längs östafrikanska kusten och passerade då Sokotra. Trots detta är de arabiska källorna fåtaliga och fåordiga. En källa från 900-talet berättar att ön är ett tillhåll för pirater.
Marco Polo (1254–1324) besökte aldrig själv Sokotra men berättar att på ön fanns kvinnor som var kunniga i trolldom.

### 1500-talet till 1967
I början av 1500-talet beslöt Portugal att man skulle försöka använda sig av Sokotra som en stödjepunkt i det handelskrig som utkämpades mot Egypten och Venedig. Man hade informerats om att det fanns en kristen befolkning på ön, men också att där fanns flera arabiska befästningar. Den arabiska styrkan besegrades 1507 av Afonso de Albuquerque. Han lämnade kvar en garnison vid den dåvarande hamnstaden Suq, men man upptäckte snart att förhållandena på ön var alltför besvärliga och redan några år senare lämnade man Sokotra.
Under 1600-talet besökte brittiska handelsfartyg Sokotra för att ta ombord sötvatten och aloe. Mot slutet av seklet upphörde besöken eftersom man funnit lämpligare hamnar på arabiska halvön, men på 1830-talet blev man åter intresserad av ön. Ångfartygen som trafikerade Indien behövde en plats att bunkra kol. Man förhandlade med sultanen av Qishn och Sokotra om köp eller hyra, men utan resultat. Turkiet och andra stater visade också intresse för ön. Först 1876 nådde britterna en ekonomisk uppgörelse med sultanen. Sultanen förband sig nu att enbart Storbritannien skulle ges tillträde till ön. 1886 blev Sokotra ett brittiskt protektorat och blev administrativt en del av Brittiska Indien fram till 1937 då det överfördes till Adenprotektoratet. Britterna anlade 1940 en landningsbana för flygplan utanför staden Hadibu. 1967 upphörde den brittiska kontrollen när republiken Sydjemen bildades av Adenprotektoratet.

### Efter 1967
Den socialistiska regimen i Sydjemen kom att politiskt närma sig Sovjetunionen, som kunde anlägga en militärbas på Sokotra för sin flotta och sitt flyg. Sovjetiska lingvister och folklorister fick möjlighet att studera språk och kultur på ön och deras insatser har varit betydelsefulla för vidga kunskapen om Sokotra. 1990 gick Sydjemen samman med Nordjemen och bildade republiken Jemen. Sokotra öppnades nu också för andra länders forskare och även turister fann vägen till ön. När en ny större flygplats anlades 1999 kunde turismen ta fart, från 140 personer detta år till nästan 4 000 år 2010. Konflikter i Jemen sedan 2011 har dock medfört att turistströmmen har sinat.
I november 2015 drabbades Sokotra av två tropiska cykloner med stor materiell förödelse som följd. Förenade Arabemiraten har gjort en massiv insats för återuppbyggnad av skadade byggnader och infrastruktur. Man har samtidigt anklagats för att i praktiken försöka annektera ön. Förenade Arabemiraten har liksom Saudiarabien stationerat militär personal på ön. Dessa länder är nu (2018) djupt inblandade i konflikten i Jemen och Sokotra har blivit en bricka i spelet.

## Myt och saga
Den mytiska fågeln Fenix förekommer i legender från olika kulturer. Såväl Vergilius som Plinius d.ä. förlägger berättelsen till ”Solstaden” nära ön Panchaia, vilken tolkats som Sokotra.
Den jättelika Fågel Rock som Sinbad Sjöfararen berättar om i Tusen och en natt har också placerats på Sokotra.
Geografen al-Masudi (900-talet e.Kr.) nämner att Alexander den store, på inrådan av Aristoteles, skickade män med familjer till Sokotra från Stagirus, Aristoteles hemstad. Dessa besegrade den indiska befolkningen på ön. Grekerna på ön kristnades senare av aposteln Tomas. Namnet Stagirus förvanskades med tiden till Sokotra. Denna historia har sannolikt ingen annan verklighetsbakgrund än att det tidigt fanns såväl greker som indier på ön. Berättelsen om Alexander bildar underlag för författaren Hansi Linderoths roman Ixander vid Metasoxl (2003).

## Karta

Sokotra-arkipelagen

## Befolkning, ekonomi, samhälle

### Befolkning
Befolkningen på Sokotra har sedan antiken haft blandat ursprung, araber, indier och greker. Dagens Sokotra bebos dessutom av inflyttade somalier och ättlingar till slavar från Afrika.
I inlandet finns halvt nomadiska Bedu, det vill säga beduiner som ägnar sig åt skötsel av getter, får och kameler, samt dadel- och tobaksodling. Man samlar också aloe, rökelse och drakblodsharts. Man har kunnat bo i naturliga grottor i kalkstensberget och det förekommer eventuellt fortfarande, men i så fall i mycket begränsad omfattning.
Vid den norra kusten finns ett tjugotal städer och byar. Den traditionella näringarna har där varit fiske och hantverk. Idag har tillkommit andra verksamheter, bland annat som ett resultat av turism och inflytande från såväl fastlands-Jemen som andra länder, främst Förenade Arabemiraten. Det är också vanligt att man söker sig från ön till arabländerna för arbete.
Sydkusten är i stort sett obebodd.
Totalt bor uppskattningsvis 50 000 (2004) människor på Sokotra, på Abd al-Kuri bor cirka 500 och på Samha ungefär 120. Darsa är obebodd. Den största staden, Hadibu, har knappt 9 000 invånare. Näst störst är Qalansyia med knappt 4 000.

### Religion
Enligt legenden var det aposteln Tomas som kristnade ön. Säkert är att befolkningen på Sokotra tidigt kom i kontakt med kristendomen. Uppgifter från 500-talet säger att befolkningen var nestorianer. När muslimska mahdi-araber tog formell kontroll över ön på 1400-talet lät man befolkningen behålla sin kristna tro. Gradvis skedde en övergång till islam och sedan slutet av 1700-talet räknas Sokotra som muslimsk.

### Språk
Sokotra är i praktiken numera tvåspråkigt. Modersmål för de flesta är soqotri, ett sydarabiskt språk som skiljer sig kraftigt från arabiska. Ännu på 1950-talet var det ovanligt att någon förstod något annat språk än soqotri, men arabiska lärs nu i skolan och förstås av de flesta.

### Transportmedel
Fram till 1940 kunde man endast ta sig till ön med båt och även detta var ofta mycket svårt eller omöjligt på grund av kraftiga monsunvindar och dåliga hamnar. En enkel landningsbana för flygplan byggdes 1940. Det fanns få bilvägar och i inlandet fick man ta sig fram till fots eller med kamel eller åsna. 1999 invigdes en ny stor flygplats utanför huvudstaden Hadibu. Vägar har anlagts för att gynna turism och ekonomi, men har också inneburit risker för miljön.

## Geologi och klimat

### Geologi

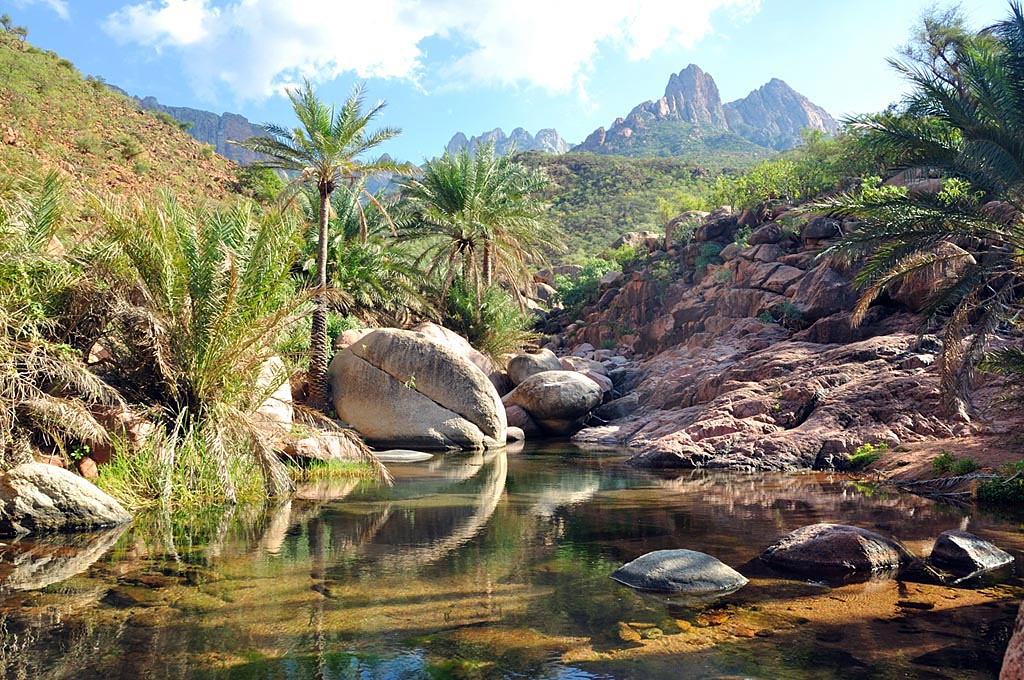
Landskap på Sokotra

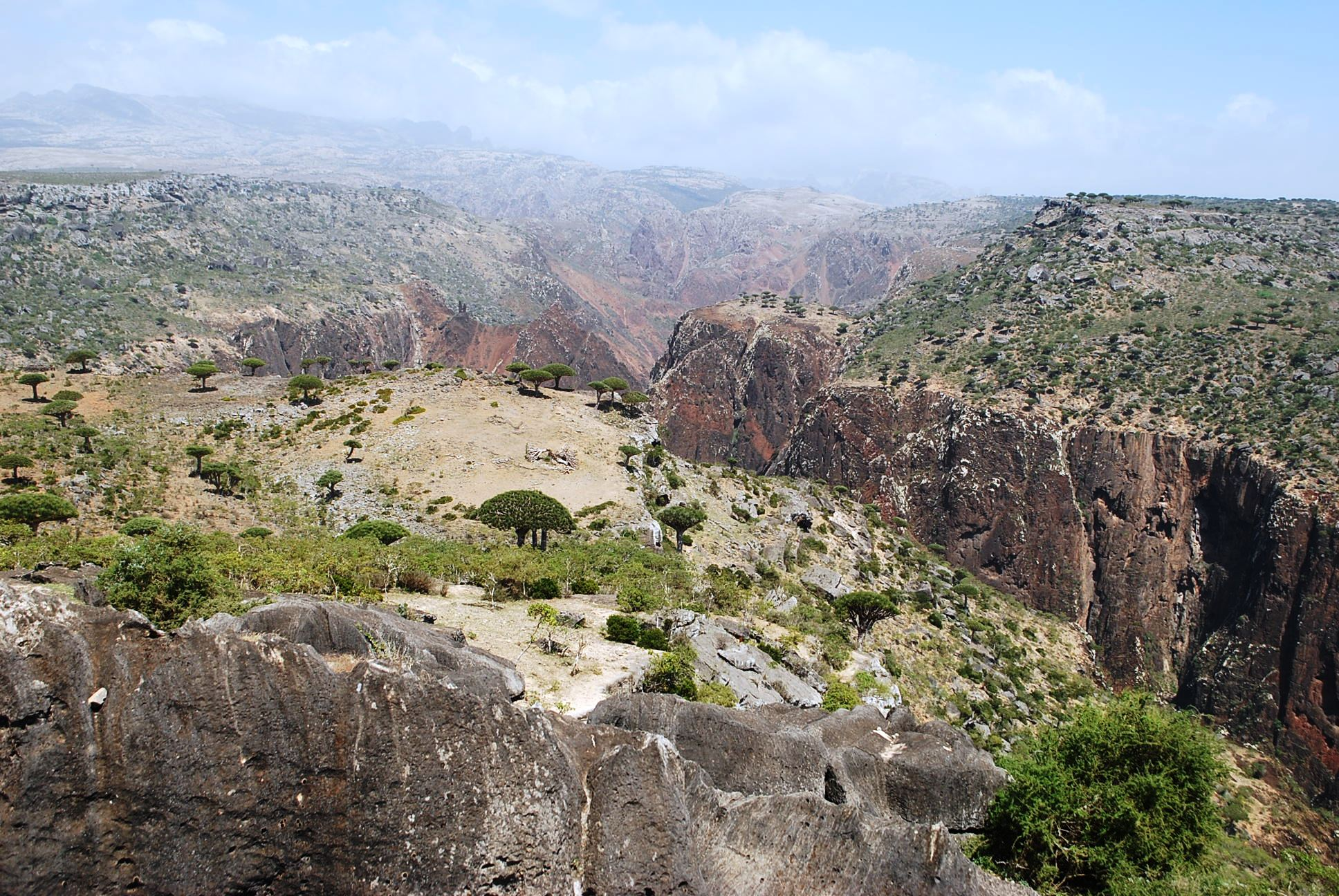
Landskap på Sokotra

Sokotra och grannöarna tillhör den afrikanska kontinentalplattan. Granitplattan under öarna bildades för 700-800 miljoner år sedan. Plattektonisk rekonstruktion visar att Sokotra-området tidigare låg vid nuvarande Dhofar i Oman. För 20-30 miljoner år sedan skiljdes den afrikanska plattan från det som skulle bli Arabiska halvön och Adenviken bildades. Norr om Sokotra stupar havsbottnen brant ner till ett djup av mer än 2 500 meter medan det är betydligt grundare väster om ön.
Stränderna kantas av sanddyner och innanför dem finns torra kustslätter. Större delen av ön mellan cirka 300 och 900 meters höjd täcks av olika kalkstensskikt. Dessa skikt avsattes under perioder från krittiden (för cirka 100 miljoner år sedan) och senare. Kalkstenen vilar på en grund av vulkanisk eller metamorf berggrund som går i dagen i de mest höglänta delarna av ön, främst Haghier-bergen i öster som når en höjd av över 1 500 m och två mindre områden i väster. På lägre höjd finns karga högplatåer och djupa uttorkade flodfåror, wadier. Under regnperioderna fylls dessa med vatten som förs ner från högplatåerna. I norr finns den bördiga Hadibu-slätten.
Abd al-Kuri, Samha och Darsa är huvudsakligen kalkstensklippor.
Sokotra låg under havsytan fram till för cirka 43 miljoner år sedan, möjligen med undantag för Haghier-bergen. Landhöjning sedan dess har gjort att ön växt till. Det kan ha funnits tillfälliga förbindelser med det afrikanska fastlandet fram till  för cirka 16 miljoner år sedan. Under senaste istiden var havsnivån lägre och det fanns landförbindelse mellan Sokotra och två av grannöarna.
Regnvatten som sipprat ner genom marken har tagit upp koldioxid och därmed fått lågt pH, alltså blivit surt. När det sura vattnet nått kalkstenen har denna lösts upp och det har bildats många grottor. Ännu idag används sådana grottor som bostäder av beduin-befolkningen. I grottorna finns stalaktiter och stalagmiter som gjort det möjligt att kartlägga klimatet de senaste 55 000 åren.

### Klimat
Sokotras klimat betecknas som tropiskt eller subtropiskt ökenklimat (Köppens klimatklassifikation: BWh) i halvökenklimat (Köppens klimatklassifikation: BSh). Tack vare monsunvindar är det svalare än i närliggande delar av Afrika och Arabiska halvön. Medeltemperaturen brukar vara högst i maj, 31 °C, och lägst i januari, 27 °C, men varierar kraftigt mellan olika delar av ön. I bergen är temperaturen lägre, till och med nattfrost kan förekomma. 
Från juni till början av oktober blåser en kraftig sydvästlig monsun. Under tre månader når vinden vid nordkusten oavbrutet stormstyrka, 25 m/s, och i byarna betydligt mer. Det kan då vara omöjligt att ta sig till Sokotra med båt. Nordost-monsunen, mars-maj, är lugnare. Den mesta nederbörden brukar falla under oktober och november och främst i bergstrakterna. Haghier-bergen är ofta insvepta i dimma som kan tas upp av växter, exempelvis drakblodsträdet. 2002–2006 var årsnederbörden 284 mm men skiftade kraftigt mellan åren, från 93 mm till 569 mm.
Temperaturen i havet varierar mellan 25 °C och 30 °C.

## Flora och fauna
Sokotra-arkipelagen har kallats Indiska oceanens Galápagos med anledning av sina många endemiska växt- och djurarter. Öarna togs 2008 upp på Unescos världsarvslista på grund av sin unika miljö.

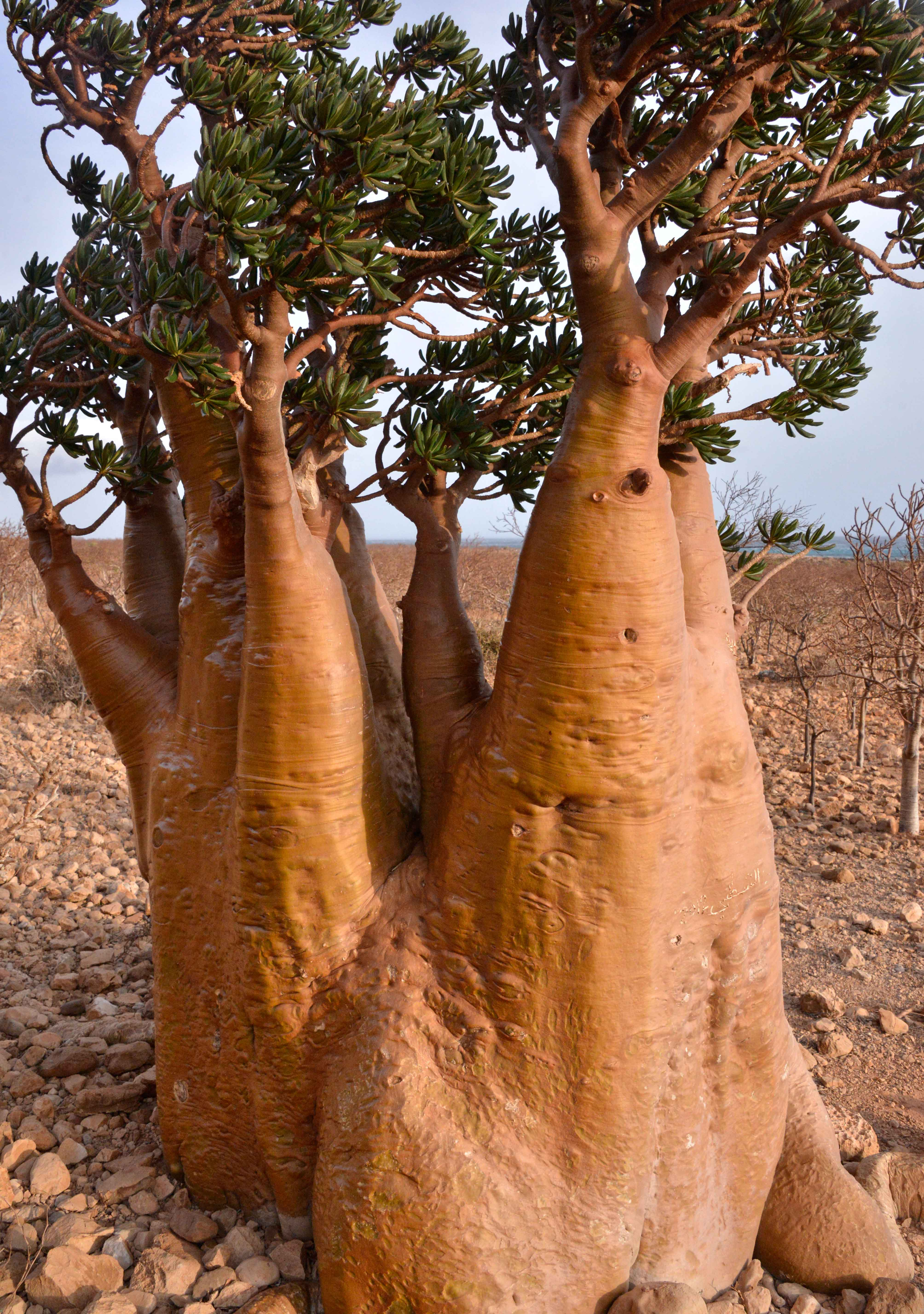
Ökenros (Adenium obesum socotranum)
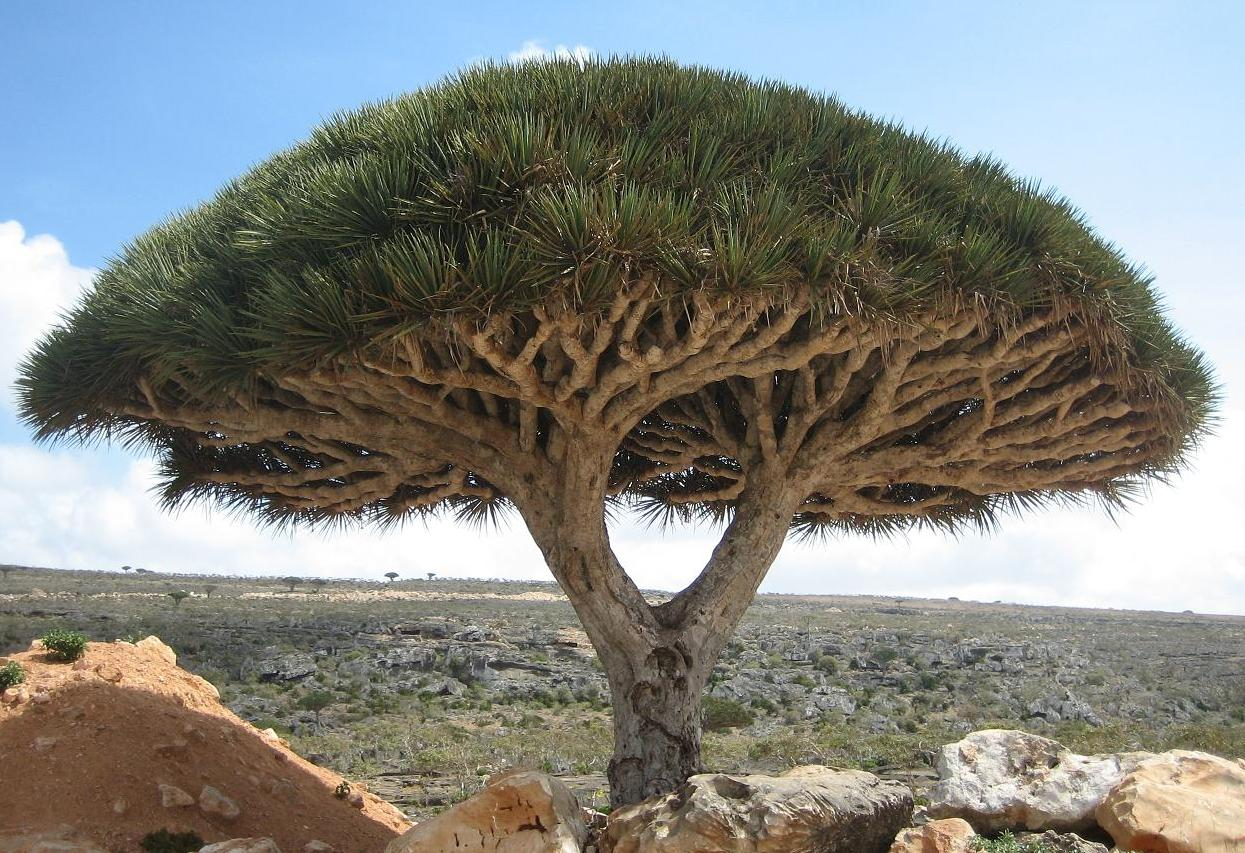
Drakblodsträd (Dracaena cinnabari)
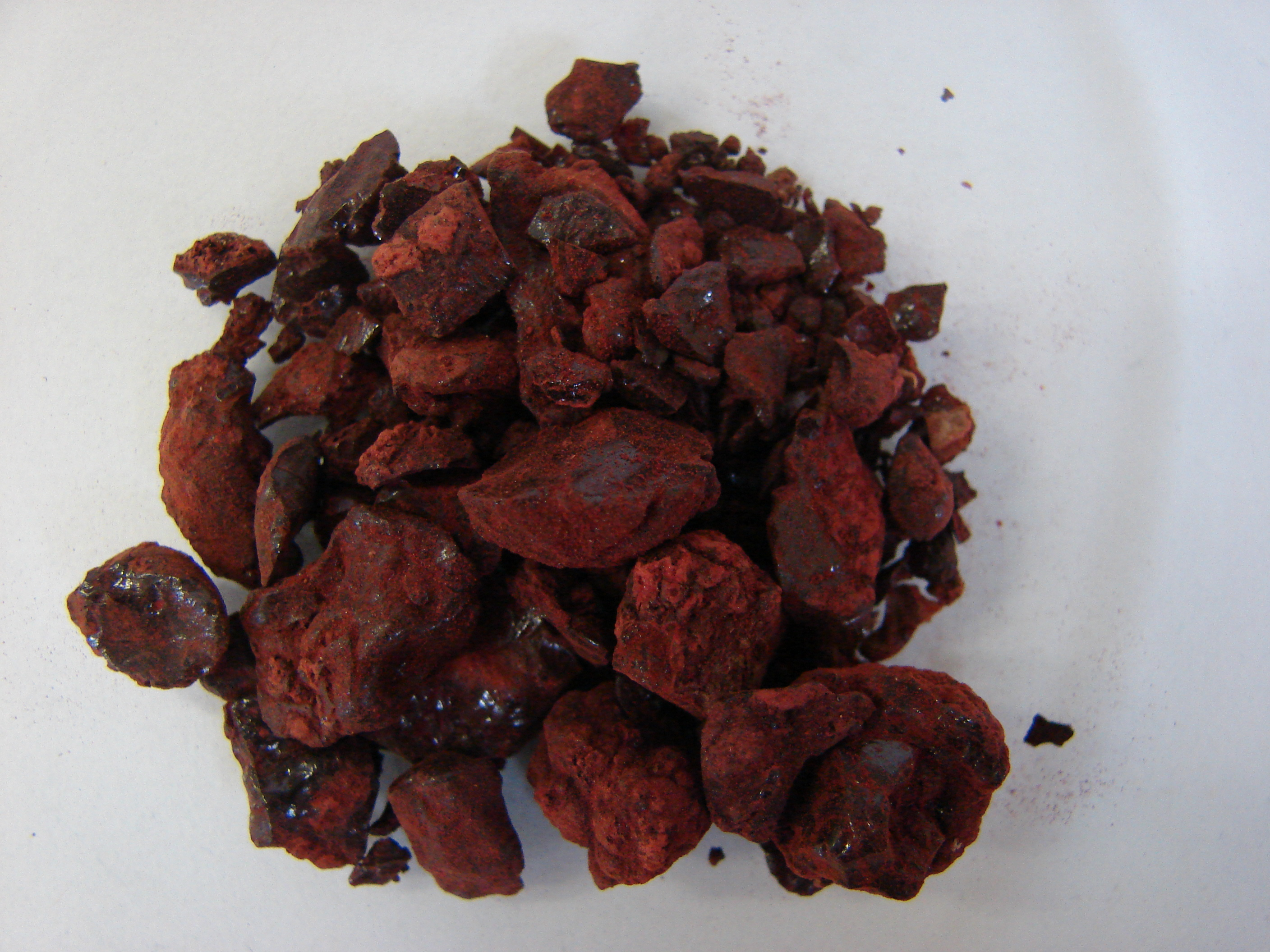
Drakblodsharts
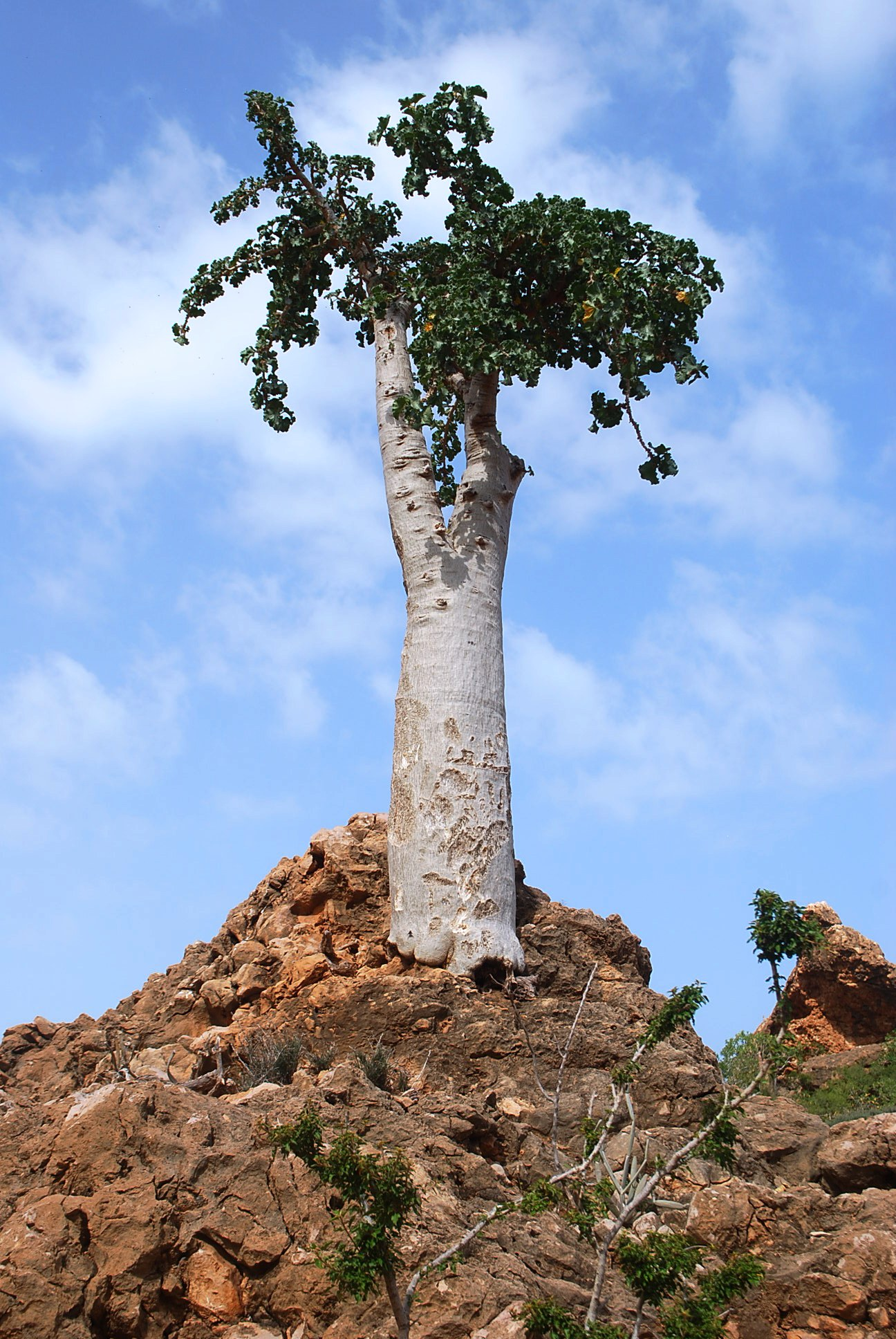
Gurkträd (Dendrosicyos socratanum)
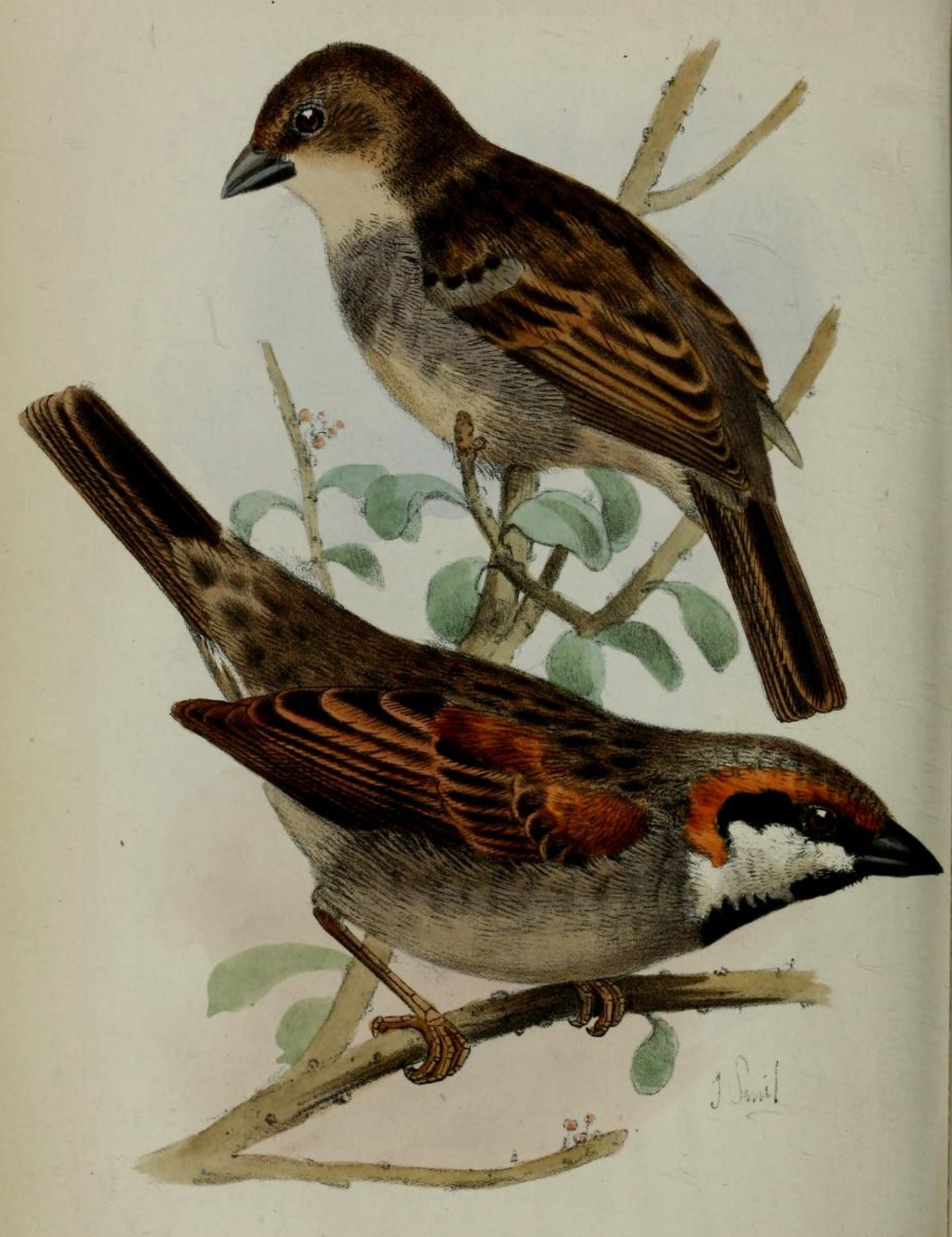
Sokotrasparv (Passer insularis)

### Flora
Det finns få platser på jorden med större andel endemiska växter. Av 825 kända arter är 37 procent unika för ön. De är ofta xerofiler, det vill säga anpassade till torra miljöer.
- Drakblodsträdet (Dracaena cinnabari) har blivit en symbol för Sokotra och det pryder Jemens 20 rial-mynt[24]. Trädet har varit känt sedan antiken. Ur saven utvinns harts som har använts som färgämne och fernissa. Trädet hotas nu att trängas undan av ett torrare klimat och av överbetning av getter.
- Ökenros, även kallad flaskträd, (Adenium obesum sokotranum) är en oleanderväxt med kraftigt uppsvälld stam som kan lagra vatten.
- Gurkträd (Dendrosicyos socotranus) tillhör familjen gurkväxter (Cucurbitaceae) och alltså släkt med gurka, melon och pumpa. Det är den enda gurkväxten som växer som ett träd och har liksom ökenrosen en uppsvälld stam. Den används ibland som djurfoder under torktider.
- Dorstenia gigas tillhör mullbärsväxterna. Används också som foder för getter men växten ger kött och mjölk en besk bismak.
- Olika Boswellia-arter har sedan antiken använts för tillverkning av rökelse.
- Aloe perryi har använts som medicinalväxt vid magåkommor och för sårläkning. Den gav redan under antiken exportinkomster till ön och exporteras fortfarande till länder i Mellanöstern.

### Fauna

#### Däggdjur
Ett femtontal däggdjursarter är kända på öarna, men alla utom fladdermusen (Chiroptera) och kanske näbbmusen (Soricidae) har sannolikt introducerats av människan. Bland dessa kan nämnas:
Tamkatt (Felis catus), indisk sibetkatt (Viverricula indica), svartråtta (rattus rattus), husmus (Mus musculus), nötboskap (Bos taurus), get (Capra hircus), får (Ovis aries), och kamel (Camelus dramedarius). Boskapen på Sokotra är av en dvärgvariant, saknar tydlig manke och är anpassad till förhållandena på ön.

#### Fåglar
Vid en fågelräkning 2006 noterades 192 arter och av dessa är 6 eller 7 endemiska. Det finns 9 endemiska raser på Sokotra men många av öns fåglar är så dåligt kända att deras taxonomiska ställning är oklar. Det gäller exempelvis sokotravråken där det är omdiskuterat om den är en variant av ormvråk (Buteo buteo) eller om den är en egen art. Några av arterna har små populationer och anses hotade. Den vanligaste endemen är sokotrasparven (Passer insularis). Sokotrasångaren (Incana incana) är så speciell att den förs till ett särskilt släkte.

#### Övriga ryggradsdjur
Man har räknat till 34 landlevande reptilarter, de flesta endemiska, däribland sex ormar. Rena sötvattensfiskar och groddjur saknas helt på Sokotra.

#### Ryggradslösa djur
Även bland de ryggradslösa djuren är många unika för Sokotra-arkipelagen; mer än 35 procent av insekterna, 60 procent av spindlarna och 73 procent av isopoderna. Bland blötdjuren är 95 procent av cirka 100 kända arter endemiska. Sötvattenkrabbor är vanliga i vattendragen. De omfattande grottsystemen har sina unika arter.